# Антоніо Петтігрю
Антоніо Петтігрю (англ. Antonio Pettigrew; нар. 27 жовтня 1978 — пом. 10 серпня 2010) — американський легкоатлет, який спеціалізувався в бігу на короткі дистанції.
Пішов з життя, маючи 42 роки.

## Спортивні досягнення
Чемпіон світу у бігу на 400 метрів (1991) та в естафеті 4×400 метрів (1993).
Срібний призер чемпіоната світу в естафеті 4×400 метрів (1991).
Переможець у бігу на 400 метрів на Кубку світу (1994). Посів друге місце на Кубку світу в естафеті 4×400 метрів (1989).
Триразовий чемпіон США з бігу на 400 метрів (1989, 1991, 1994).

## Допінг
2008 року, шість років по закінченні змагальної кар'єри, визнав порушення антидопінгових правил (вживання заборонених препаратів) упродовж кар'єри, внаслідок чого був формально дискваліфікований на 2 роки (до 2010), його результати, показані між 1997 та 2002 були анульовані, а зароблені медалі — повернуті, зокрема:
- Олімпійські ігри:
  -  2000 Сідней • 4×400 м
- Чемпіонати світу:
  -  1997 Афіни • 4×400 м
  -  1999 Севілья • 4×400 м
  -  2001 Едмонтон • 4×400 м
- Кубки світу:
  -  1998 Йоганнесбург • 4×400 м
  -  2002 Мадрид • 4×400 м
- WR 2.54,20 • 4×400 м